# Asks kyrka, Östergötland

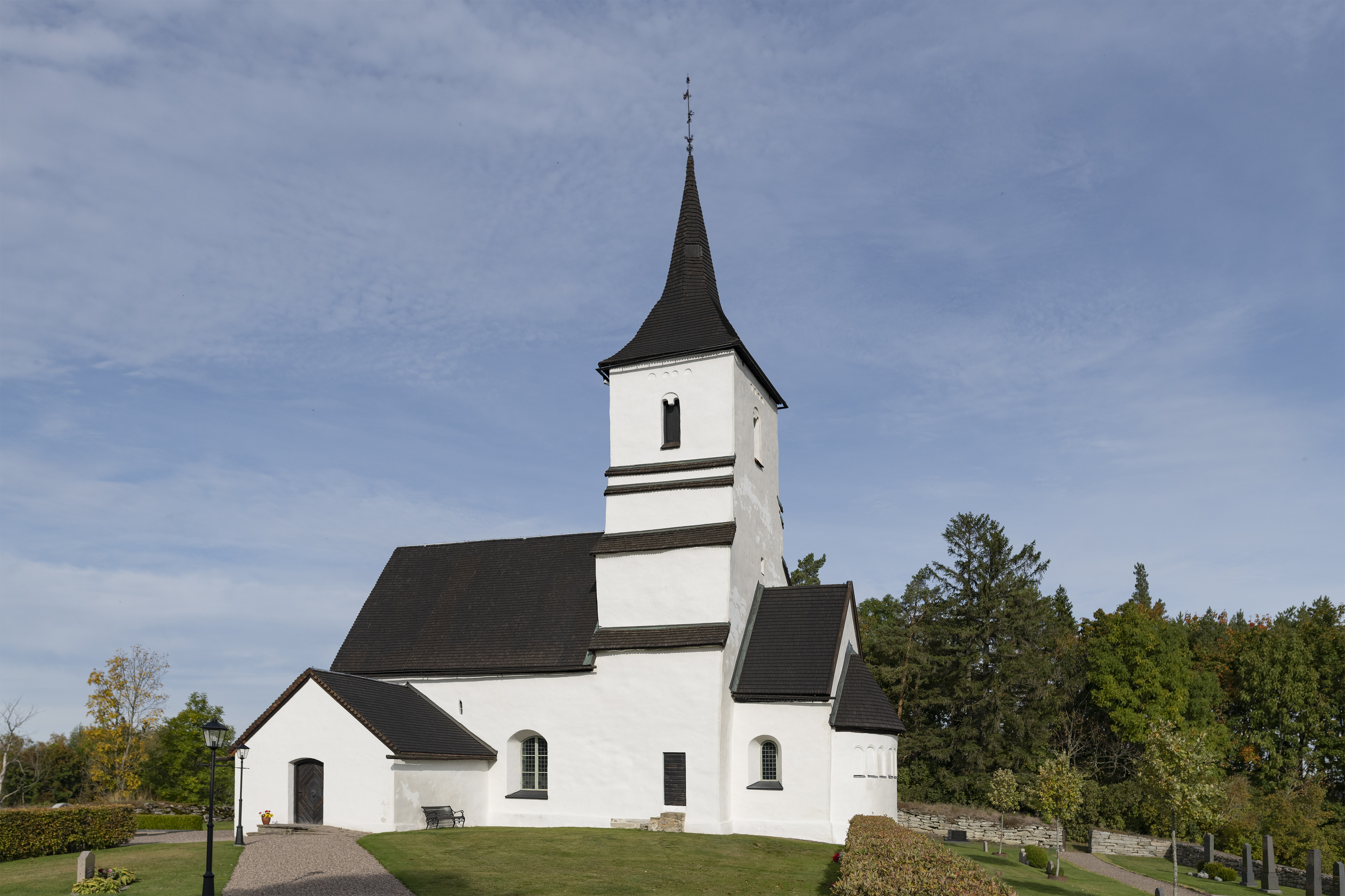
Södra sidan 2020

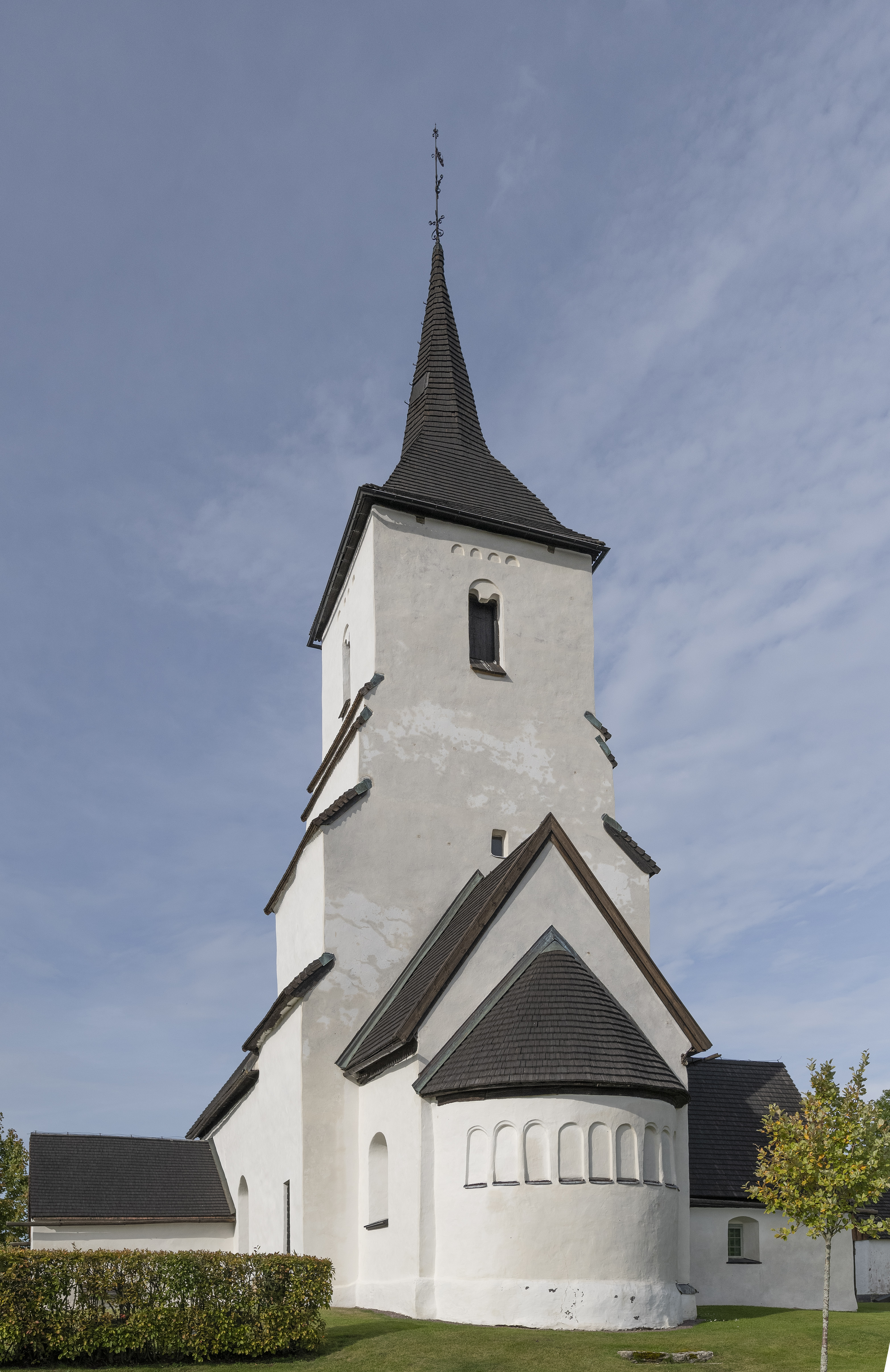
Östpartier med absiden 2020

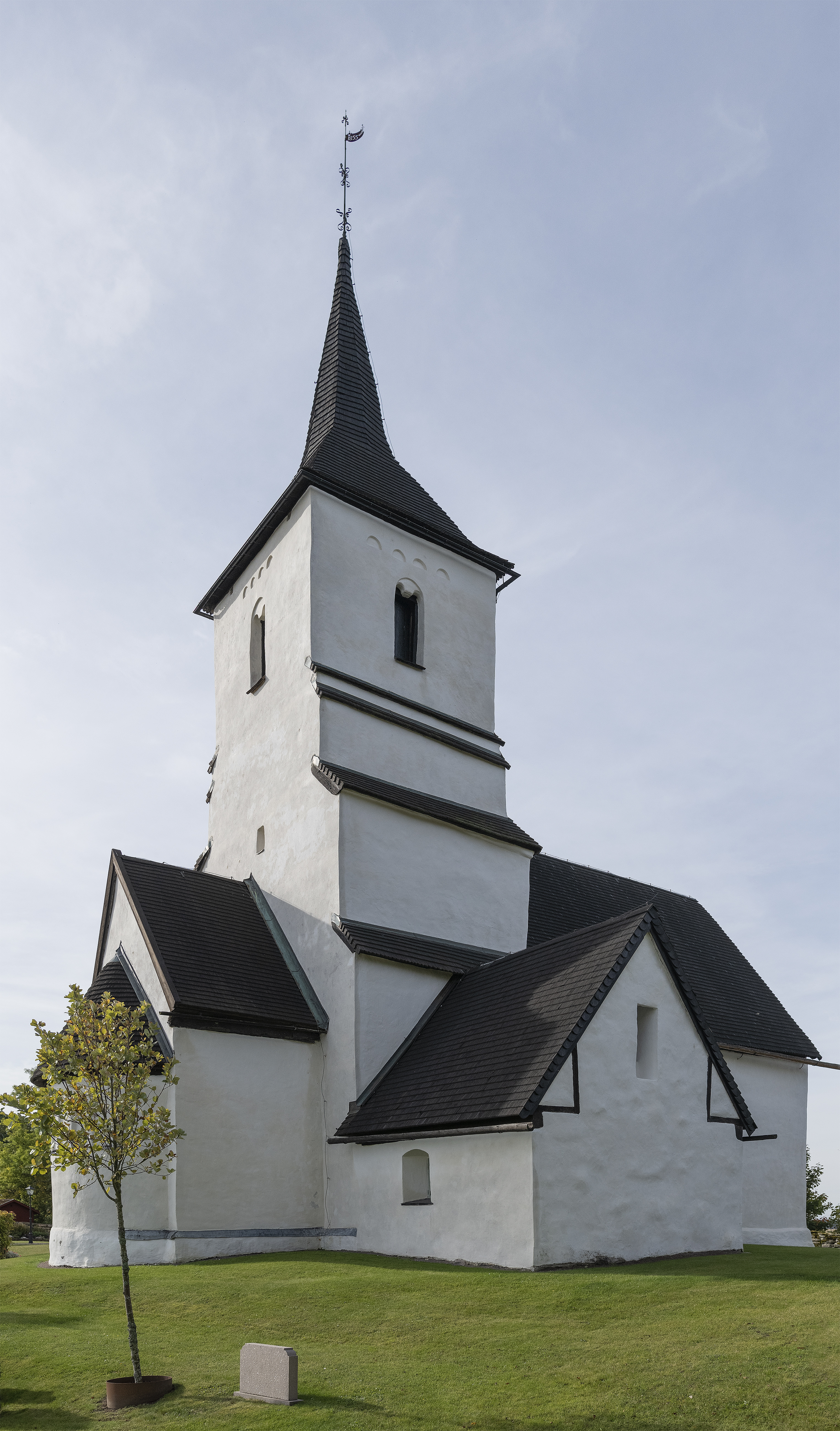
Norra sidan 2020

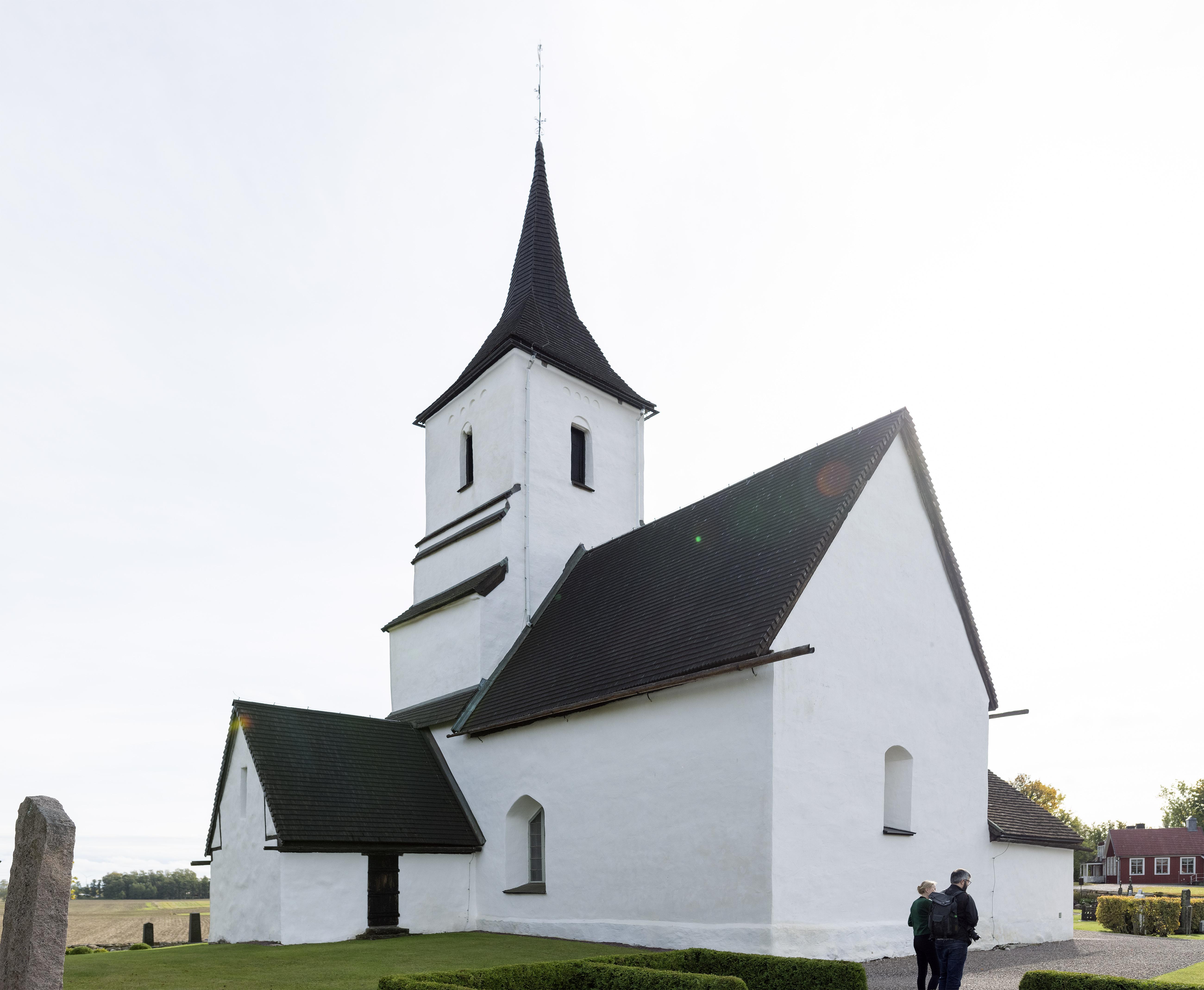
Västpartiet 2020

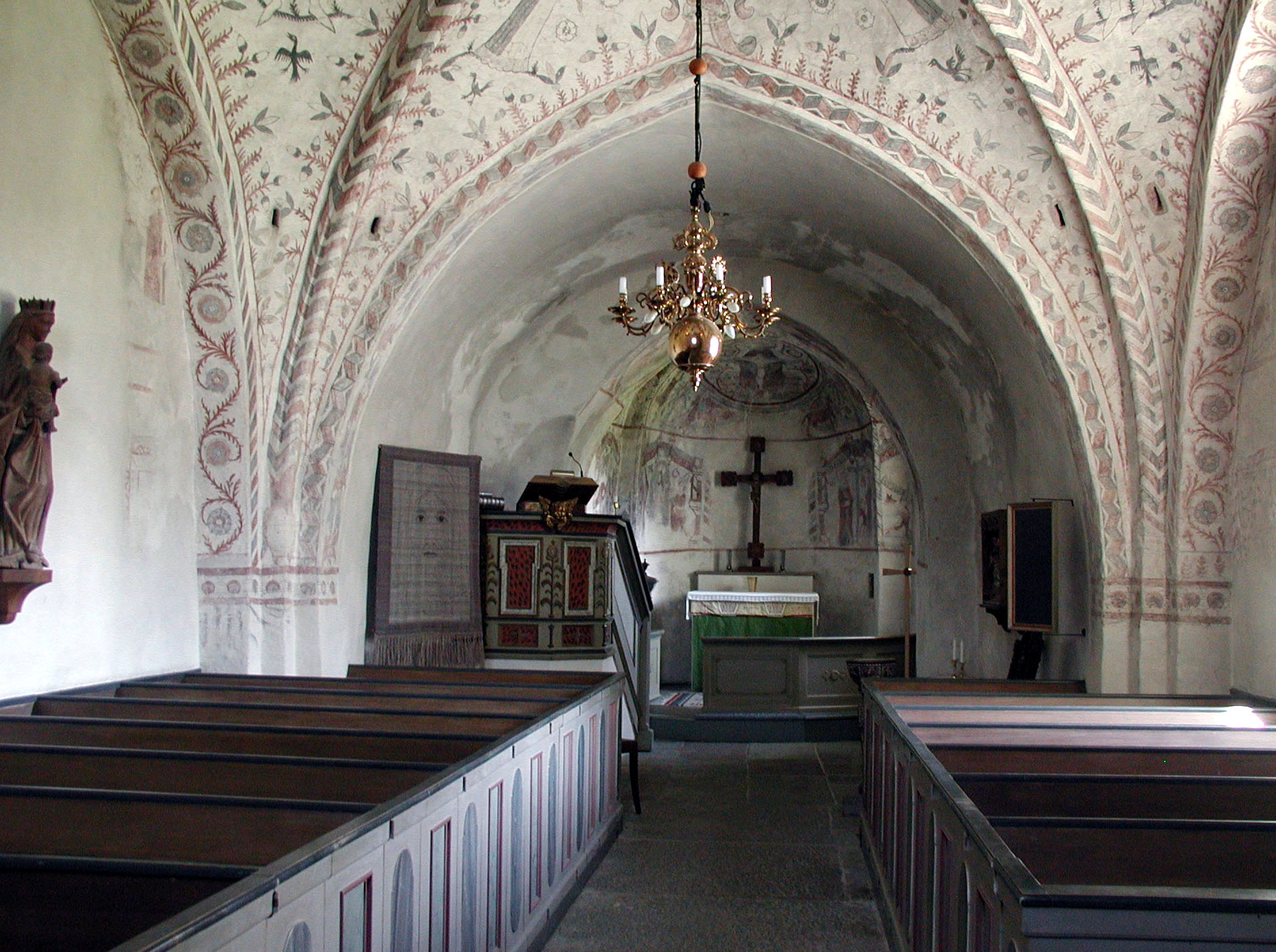
Interiör

Asks kyrka är en kyrkobyggnad i Ask i Linköpings stift. Den ligger en dryg halvmil sydost om Motala och är församlingskyrka i Fornåsa församling.

## Kyrkobyggnaden
Asks kyrka ligger på det bördiga slättlandet söder om Boren och räknas till landskapets förnämsta. Den är en romansk centraltornskyrka, med tornet placerat rakt ovanför triumfbågen och har en utformning som tyder på påverkan av rhenländsk arkitektur där de fem fot tjocka murarna utgör ett otvetydigt bevis på ovanligt hög ålder. Kyrkan har rektangulärt långhus, smalare absidkor och torn över långhusets östra del. Sakristian är vidbyggd norr om tornet, vapenhuset på västra delen av långhusets sydvägg. Tornet är elegant utformat och smalnar etappvis av uppåt, det kröns av en svängd spira.

## Historik
Långhus med torn och kor härstammar från 1100-talets senare hälft. Kyrkan är uppförd av huggen kalksten och kan ha byggts av den tyske stenmästaren Othelric, som också byggde Lunds domkyrka, Kinne-Vedums och Skälvums sockenkyrkor. Sakristia och vapenhus tillkom senare under medeltiden. Ett romanskt fönster i långhusets sydvägg är synligt efter en sänkning av vapenhuset. Kor och absid har ursprungliga valv, långhuset, som tidigare hade plant trätak, välvdes med tvenne kryssvalv i tegel under 1400-talet, samtidigt fick triumfbågen sin spetsbågeform.
Under 1400-talets senare del fylldes praktiskt taget hela kyrkan med kalkmålningar som tillskrivits Mäster Amund: väggarna i långhuset, triumfbågen och korets och absidens valv och väggar. Även under 1500-talet och 1600-talet dekorerades kyrkan med målningar. 
År 1687 byggdes kyrkan till, 1705 överkalkades kalkmålningarna och 1743 byggdes kyrkan åter till. År 1745 gavs tornet en spetsig spira. Under 1700-talet utfördes också förstoring av fönster.
Carl Fredric Broocman berättar i mitten av 1700-talet: "Utom thet, at här å orten wil berättas, thet Ask Kyrka skal wara then äldsta uti Aska Härad, och uti uråldriga tider ingen Kyrka hafwa warit byggd mellan thenna och Mosiö Kyrka uti Närike och Örebro Härad, hwilket man lämnar therhän; så wisar Kyrkons structur och murar, som äro 10 qwarter tjåcka, och inuti fylda med stengrus, samt thet, at Tornet är upfördt wid Östra ändan til lika bredd med Kyrkon, at hon säkert är en af the äldsta Kyrkor i thetta Härad, så framt hon icke är then äldsta, och uti Christendomens första början blifwit funderad. Mögeligit är, at hon warit enda Härads-Kyrkan först uti Christendomen, tå hwart Härad icke hade mer än en Kyrka, och at the andre Kyrkorna i Häradet blifwit byggde, sedan Soknerna indeltes uti Konung INGE STENKILSONS Regerings-tid, wid paß år 1100. Kyrkons namn tycks ock bestyrka thetsamma, emedan hon twifwels utan kallas Ask efter Häradet, såsom Häradets enda Kyrka. Hon står midt uti Soknen på Krono grund, en och en fjerdedels mil ifrån Skeninge, och äro thes murar upförde af huggen Kalksten, hållandes then äldre eller Wästra delen af Kyrkon 15 alnar i längden och 9 och en fjerdedels aln uti bredden; men sedan Torn-muren wid Kyrkons Östra Gafwel blifwit igenombruten, och Choret af 11 och en fjerdedels alns längd och 7 och en fjerdedels alns bredd tilbyggdt, är nu Kyrkons hela längd 27 och en fjerdedels aln inom murarna. Öfwer Altardisken är uti Gafwelmuren ett Fenster; och är Församlingen icke mån om någon Altartafla, som kunde hindra dagsljuset, utan låter sig åtnöja med then lilla målning, som är gjord omkring Fenstret. Prädikstolen, af Snickare-Arbete, pryder sitt rum, och har han kostat Kyrkon 234 Dal. K:mt. Af Påwiske öfwerlefwor är här allenast ett Rökelsekar i behåll. Kyrkan är wäl liten. men synes dock på långt aflägsne orter, emedan hon står på en högd och har en prydnad af sitt Torn, hwars mur är 30 alnar, och thes upresta Spets af träwerke med Jernspira 22 alnar hög, så at hela Tornets högd från jorden är 52 alnar. Theruti hänga Klockorna, och ses nogsamt af the Circlar och Korß, som äro på then större Klockon, at hon är ganska gammal, fast intet årtal finnes therpå. Then mindre Klockan är för få år sedan hitbytt ifrån Ulfåsa Säteri med ägarens samtycke; emedan hon är något större och bättre swarande i ljudet mot Stor-Klockan, än then förra war, som nu är Mat-Klocka wid Ulfåsa. Tekn ses efter eld och brand, som Kyrkan uti urminnes tid öfwergått: kan hända uti Konung ERIC then Trettondes tid, tå the Danske röfwade och plundrade Kyrkor och Kloster i ÖsterGötland; eller ock uti Konung ERIC then Fjortondes tid, tå äfwen the Danske brände Kyrkor och togo med sig hwad rörligt uti them fants. Efter branden måtte Kyrkan länge stådt öde, innan Sokne-Männen förmått återbygga henne, emedan man wid reparationer funnit rötter efter Ene-buskar, Rönn och Tall uti murarna. Kyrkons fordna Bänkar, som bestådt allenast af några Plankor eller Sågbräden lagde på stockändar efter hwarannan, hafwa ock witnat om Kyrkons öde och Soknens tå warande swaga wilkor, som på så lång tid icke förmått pryda och inreda sin Kyrko med skickelig Prädikstol och Bänkar, samt låta gjöra Fenstren så stora, som the nu äro. En sägen är här ock ibland gemene Man, at the Danske uti Konung ERIC then Fjortondes tid afbrändt alla Hemman uti Ask Sokn, undantagandes 2 Frälse-Hemman, af hwilka thet ena, som lydt under Ulfåsa, och legat i Wedemö, skal hafwa warit teknadt på Skorsten. Som förbemält är, så är Kyrkan nu Annexa til Ekbyborna, thet hon ock uti fordna tider warit; men år 1558 lade Biskop Falk henne under Winnerstad, hwarifrån hon återtogs år 1578 och lades tillbaka under Ekbyborna; dock kom Ask å nyo under Winnerstad igen år 1601, och lydde tit til år 1699, tå hon åter lades under Ekbyborna, och Motala i thes ställe under Winnerstad til Annexa."
År 1865 fick kyrkan ett nytt altare skapat av arkitekt August Nyström, Hållingstorp. Under 1800-talet sattes också en ny altartavla upp, visande "De vise männens tillbedjan av Jesusbarnet i stallet".
I samband med en renovering 1913 upptäcktes och togs fram gamla målningar från 1400–1600-talet.
År 1952 restaurerades kyrkan, bl.a. långhusets kalkmålningar. År 1958 hittades kalkmålningar från 1200-talet. De hade målats över av mäster Amund i mitten av 1400-talet. Altartavlan flyttades till tornet.

## Inventarier
- Järnsmidd dörr från 1100-talet, sitter nu som ingångsdörr från vapenhuset till långhuset.
- Altarskåp av lövträ, "pietà", nordtyskt arbete från 1400-talets första hälft, (bilder).
- Kalkmålning av Amund från 1400-talets sista fjärdedel, (bilder).
- Krucifix av lövträ, provinsiellt arbete under 1400-talet, (bilder).
- Krucifix av ek, inhemskt arbete under 1400-talets första hälft, (bild).
- Madonnabild av ek från verkstad i Östergötland i mitten av 1400-talet, (bilder).
- Dopfunt i röd kalksten från Michael Hackes verkstad i Skänninge.
- Altare från 1865 av arkitekt August Nyström, Hållingstorp.
- Predikstol, tillverkad 1741 av snickare Blomberg i Skänninge och målad av mäster Sven Gustafsson Stoltz i Vadstena, restaurerad 1950.
- Oljemålning visande "De vise männens tillbedjan av Jesusbarnet i stallet", kopia efter en altarmålning av en flamländsk 1600-talsmästare. Fungerade fram till 1952 som altartavla i kyrkan.
- Kyrkklockor från 1400-talet.

## Orglar
Kronologi:
- Tidigare fanns här ett orgelverk av okänd mästare med 6½ orgelstämmor.
- 1929: Firma Olof Hammarberg, Göteborg, bygger en pneumatisk piporgel.
- 1950: Omdisponering av Bröderna Moberg, Sandviken, varvid 8- och 16-fotsstämmorna gjordes om till 2- och 4-fotsstämmor. Pneumatisk spelregering.

Disposition:
| Huvudverk I  | Svällverk II      | Pedal      | Koppel    |  |
| Gedakt 8’    | Flöjt 8'          | Subbas 16' | I/P       |  |
| Principal 4’ | Salicional 8’     |            | II/P      |  |
| Oktava 2’    | Kvintadena 4’     |            | II/I      |  |
|              | Flöjt 2’          |            | 4’ I/I    |  |
|              | Crescendosvällare |            | 16’ II/II |  |

## Bildgalleri

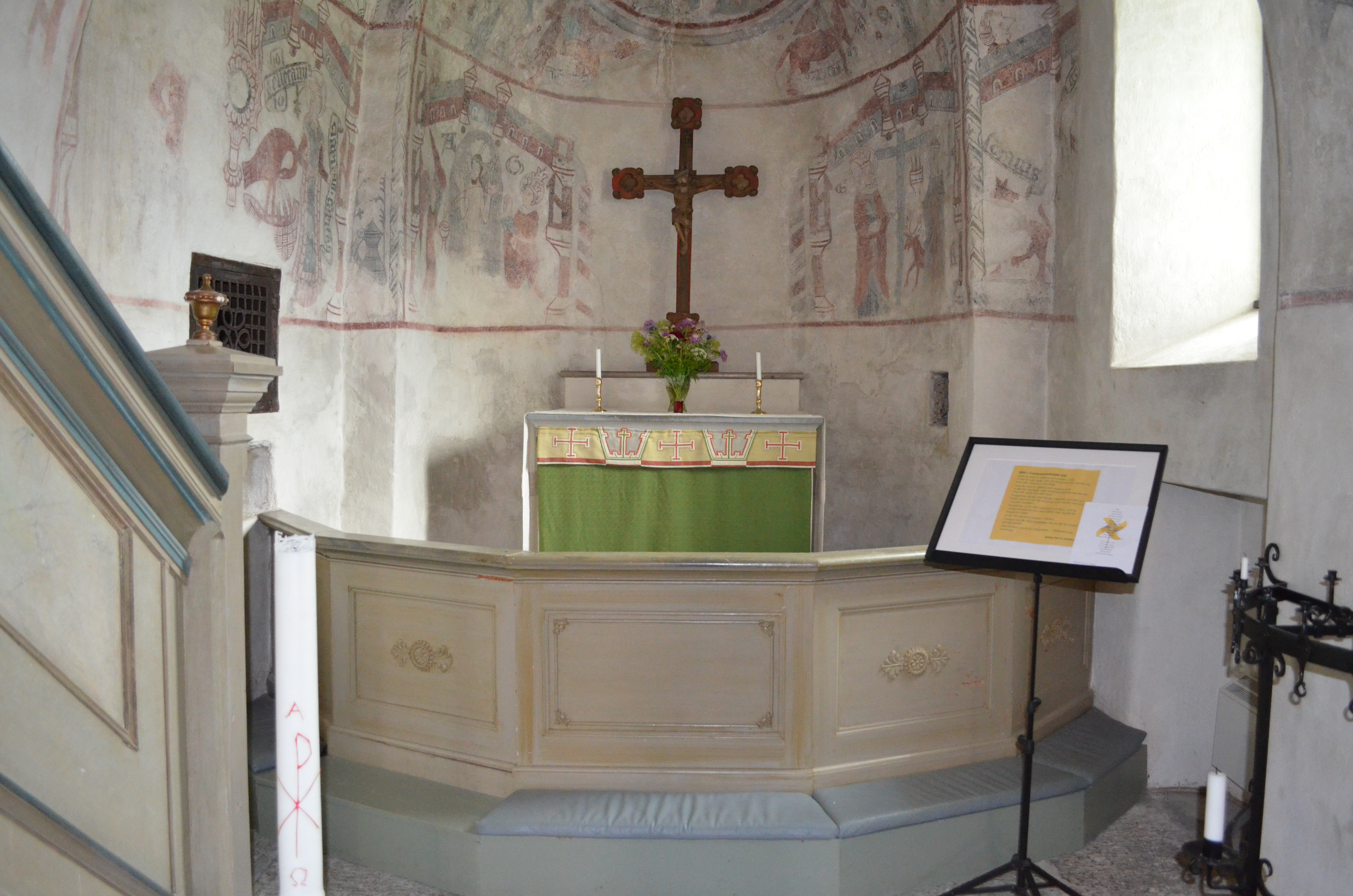
Ask kyrkas altare
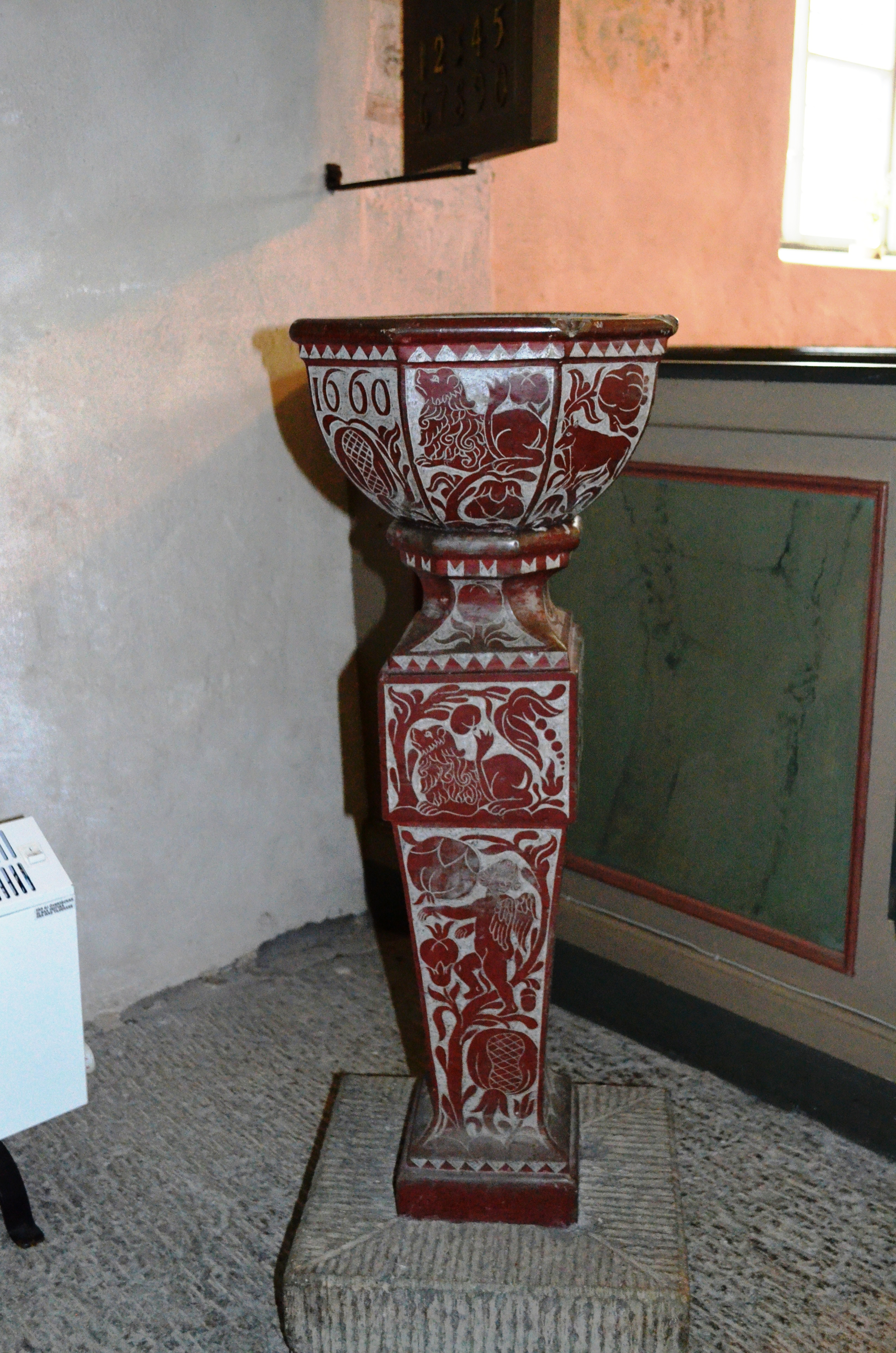
Ask kyrkas dopfunt
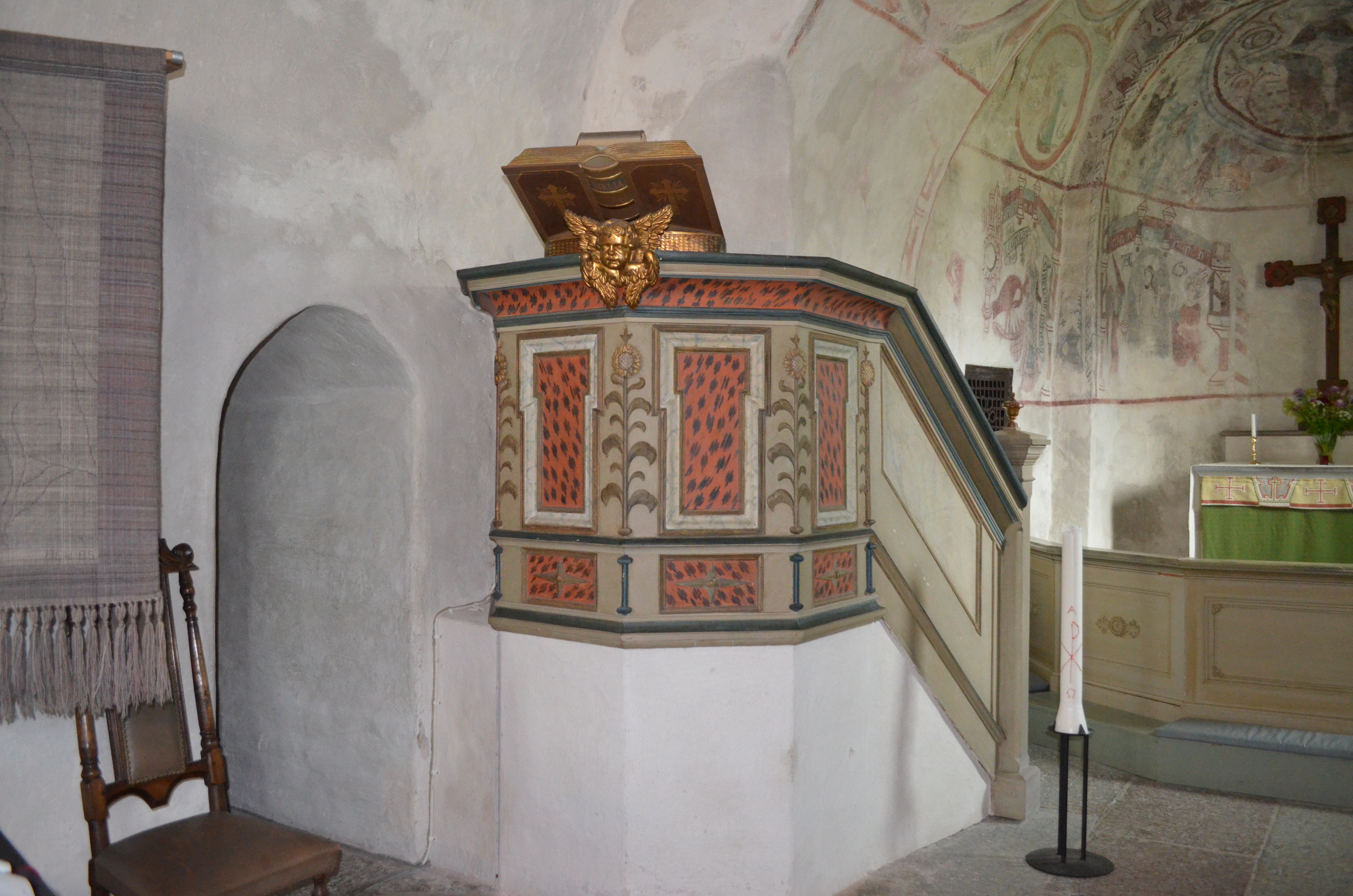
Ask kyrkas predikstol